# Ourville-en-Caux
Ourville-en-Caux là một xã thuộc tỉnh Seine-Maritime trong vùng Normandie miền bắc nước Pháp.

### Huy hiệu
| Arms of Ourville-en-Caux | The arms of Ourville-en-Caux are blazoned: Gules, 4 pales gules between (in fess) 5 stalks of wheat Or, overall 2 hurts the dextre charged with cow's head, and the sinister with a sheep head. |

## Dân số
| 1962                                 | 1968 | 1975 | 1982 | 1990 | 1999 | 2006 |
| ------------------------------------ | ---- | ---- | ---- | ---- | ---- | ---- |
| 685                                  | 693  | 756  | 896  | 933  | 1041 | 1002 |
| Từ năm 1962: Dân số không tính trùng |      |      |      |      |      |      |